# Fortalezas dácias dos montes de Orăștie
Construídas no estilo do murus dacicus, as seis fortalezas dácias dos montes de Orăștie, na Romênia, foram erigidas nos séculos I a.C. I d.C. como proteção contra a conquista romana.
Seus extensos e bem conservados restos apresentam o reflexo de uma vigorosa e inovadora civilização da Idade do Ferro. Na atualidade, os caçadores de tesouros buscavam nesta zona, devido à falta de legislação romena neste tema.
As seis fortalezas — Sarmizegetusa, Blidaru, Piatra Roșie, Costești, Căpâlna e Bănița — que formavam o sistema defensivo de Decébalo foram declaradas pela UNESCO como Patrimônio da Humanidade na Europa em 1999.